# Pilawa (gemeente)
De gemeente Pilawa is een stad- en landgemeente in het Poolse woiwodschap Mazovië, in powiat Garwoliński.
De zetel van de gemeente is in Pilawa.
Op 30 juni 2004 telde de gemeente 10 432 inwoners.

## Oppervlakte gegevens
In 2002 bedroeg de totale oppervlakte van gemeente Pilawa 77,25 km², waarvan:
- agrarisch gebied: 52%
- bossen: 37%

De gemeente beslaat 6,01% van de totale oppervlakte van de powiat.

## Demografie
Stand op 30 juni 2004:
| Omschrijving                   | Totaal | Totaal | Vrouwen | Vrouwen | Mannen | Mannen |
| ------------------------------ | ------ | ------ | ------- | ------- | ------ | ------ |
| eenheid                        | aantal | %      | aantal  | %       | aantal | %      |
| inwoners                       | 10 432 | 100    | 5302    | 50,8    | 5130   | 49,2   |
| bevolkingsdichtheid (inw./km²) | 135    | 135    | 68,6    | 68,6    | 66,4   | 66,4   |

In 2002 bedroeg het gemiddelde inkomen per inwoner 1270,38 zł.

## Administratieve plaatsen (sołectwo)
Gocław, Jaźwiny, Kalonka, Lipówki, Łucznica, Niesadna (sołectwa Niesadna en Niesadna-Przecinka), Puznówka, Trąbki, Wygoda, Żelazna.

## Aangrenzende gemeenten
Garwolin, Kołbiel, Osieck, Parysów, Siennica